# Halowe Mistrzostwa Świata w Lekkoatletyce 1997 – bieg na 3000 m kobiet
Bieg na 3000 m kobiet – jedna z konkurencji rozgrywanych podczas halowych mistrzostw świata w lekkoatletyce w 1997. W ramach tej konkurencji rozegrano tylko finał, który miał miejsce 8 marca.
Udział w tej konkurencji brało 15 zawodniczek z 9 państw. Zawody wygrała reprezentantka Rumunii Gabriela Szabó. Drugą pozycję zajęła zawodniczka z Irlandii Sonia O'Sullivan, trzecią zaś reprezentująca Portugalię Fernanda Ribeiro.

## Wyniki
Źródło: 
| Miejsce | Zawodniczka                  | Państwo           | Wynik   | Uwagi |
| ------- | ---------------------------- | ----------------- | ------- | ----- |
| 01 !    | Gabriela Szabó               | Rumunia           | 8:45,75 | WL    |
| 02 !    | Sonia O'Sullivan             | Irlandia          | 8:46,19 | NR    |
| 03 !    | Fernanda Ribeiro             | Portugalia        | 8:49,79 |       |
| 4.      | Marina Bastos                | Portugalia        | 8:52,64 |       |
| 5.      | Marta Domínguez              | Hiszpania         | 8:52,74 | NR    |
| 6.      | Olga Jegorowa                | Rosja             | 8:52,99 | PB    |
| 7.      | Farida Fatès                 | Francja           | 8:54,98 | PB    |
| 8.      | Laurence Duquenoy            | Francja           | 9:00,27 |       |
| 9.      | Luminiţa Gogîrlea            | Rumunia           | 9:00,75 | SB    |
| 10.     | Estíbaliz Urrutia            | Hiszpania         | 9:01,68 | PB    |
| 11.     | Etaferahu Tarekegne          | Etiopia           | 9:02,42 | AR    |
| 12.     | Cheri Goddard                | Stany Zjednoczone | 9:04,05 |       |
| 13.     | Kristina da Fonseca-Wollheim | Niemcy            | 9:05,78 |       |
| 14.     | Luminita Zaituc              | Niemcy            | 9:17,50 |       |
| 15.     | Sinéad Delahunty             | Irlandia          | 9:19,93 |       |